# Ла-Шатеньере (кантон)
Ла-Шатеньере (фр. la Châtaigneraie) — кантон во Франции, находится в регионе Пеи-де-ла-Луар, департамент Вандея. Входит в состав округа Фонтене-ле-Конт.

## История
Кантон Ла-Шатеньере был создан в 1790 году и его состав несколько раз менялся. Современный кантон Ла-Шатеньере образован в результате реформы 2015 года. В его состав вошли коммуны упраздненных кантонов Л’Эрмено и Сент-Эрмин.
1 января 2016 года состав кантона снова изменился: коммуны Муйрон-ан-Паред и Сен-Жермен-л’Эгийер образовали новую коммуну Муйрон-Сен-Жермен.

## Состав кантона с 1 января 2016 года
В состав кантона входят коммуны (население по данным Национального института статистики за 2019 г.):
- Антиньи (1 054 чел.)
- Базож-ан-Паре (1 149 чел.)
- Брёй-Барре (590 чел.)
- Бурно (731 чел.)
- Вуван (880 чел.)
- Л’Эрмено (924 чел.)
- Ла-Жодоньер (600 чел.)
- Ла-Кайер-Сент-Илер (1 128 чел.)
- Ла-Реорт (1 097 чел.)
- Ла-Тардьер (1 327 чел.)
- Ла-Шапель-о-Лис (260 чел.)
- Ла-Шапель-Теме (391 чел.)
- Ла-Шатеньере (2 586 чел.)
- Лож-Фужерёз (400 чел.)
- Марийе (123 чел.)
- Марсе-Сент-Радегонд (480 чел.)
- Меномбле (675 чел.)
- Муйрон-Сен-Жермен (1 806 чел.)
- Петос (687 чел.)
- Сезе (296 чел.)
- Сен-Валерьен (532 чел.)
- Сен-Жан-де-Бёнье (604 чел.)
- Сен-Жюир-Шампжийон (421 чел.)
- Сен-Лоран-де-ла-Саль (378 чел.)
- Сен-Мартен-де-Фонтен (171 чел.)
- Сен-Мартен-Лар-ан-Сент-Эрмин (416 чел.)
- Сен-Морис-де-Ну (632 чел.)
- Сен-Морис-ле-Жирар (593 чел.)
- Сен-Пьер-дю-Шемен (1 331 чел.)
- Сен-Сир-де-Га (528 чел.)
- Сен-Сюльпис-ан-Паре (436 чел.)
- Сент-Илер-де-Ву (585 чел.)
- Сент-Обен-ла-Плен (542 чел.)
- Сент-Эрмин (2 940 чел.)
- Сент-Этьен-де-Брийуэ (642 чел.)
- Серинье (987 чел.)
- Тире (553 чел.)
- Туарсе-Буйдру (778 чел.)
- Шеффуа (994 чел.)

## Политика
На президентских выборах 2022 г. жители кантона отдали в 1-м туре Эмманюэлю Макрону 34,8 % голосов против 26,6 % у Марин Ле Пен и 11,9 % у Жана-Люка Меланшона; во 2-м туре в кантоне победил Макрон, получивший 57,4 % голосов. (2017 год. 1 тур: Франсуа Фийон – 27,7 %, Эмманюэль Макрон – 23,1 %, Марин Ле Пен – 21,3 %, Жан-Люк Меланшон – 15,7 %; 2 тур: Макрон – 66,1 %).
С 2015 года кантон в Совете департамента Вандея представляют мэр коммуны Муйрон-Сен-Жермен Валантен Жос (Valentin Josse) и вице-мэр коммуны Сент-Эрмин Катрин Пупе (Catherine Poupet) (оба – Разные правые).
|                | Кандидаты                       | Партия                   | Первый тур | Первый тур     | Второй тур | Второй тур |
| Кол-во голосов | Кандидаты                       | Партия                   | % голосов  | Кол-во голосов | % голосов  |            |
| -------------- | ------------------------------- | ------------------------ | ---------- | -------------- | ---------- | ---------- |
|                | Валантен Жос Катрин Пупе        | Разные правые            | 4 939      | 68,70          | 5 564      | 83,71      |
|                | Брюно Далькантара Стефани Дюфур | Национальное объединение | 1 285      | 17,87          | 1 083      | 16,29      |
|                | Мохамед Букантар Фанта Луэль    | Левый блок               | 965        | 13,42          |            |            |

|                | Кандидаты                   | Партия             | Первый тур | Первый тур |
| Кол-во голосов | Кандидаты                   | Партия             | % голосов  |            |
| -------------- | --------------------------- | ------------------ | ---------- | ---------- |
|                | Валантен Жос Катрин Пупе    | Правый блок        | 6 793      | 60,57      |
|                | Тереза Габори Паскаль Сушар | Национальный фронт | 2 530      | 22,56      |
|                | Доминик Лассер Анри Тришеро | Левый фронт        | 1 892      | 16,87      |